# Яна Делирадева
Яна Иванова Делирадева е българска хорова диригентка, музикална педагожка и преподавателка в Академията за музикално, танцово и изобразително изкуство в Пловдив.

## Биография
Яна Делирадева завършва бакалавърска степен в Академията за музикално, танцово и изобразително изкуство в Пловдив със специалност „Педагогика на обучението по музика“ през 1996 г. Специализира хорово дирижиране в НМА „Панчо Владигеров“ в София през 1996 г. при проф. Никола Липов и проф. Георги Робев.
През 2001 г. получава магистърска степен по хорово дирижиране в Уестминстърския хоров колеж в Принстън, САЩ при проф. Джоузеф Флъмърфелт. От 2000 до 2002 г. работи като помощник диригент на хора на Уестминстърската консерватория.
През 2003 г. постъпва на работа като помощник-диригент в хор „Детска китка“, ръководен от майка ѝ Златина Делирадева, а от 2011 г. ръководи и повечето му концертни изяви. Преподава хорово дирижиране в Академията за музикално, танцово и изобразително изкуство в Пловдив. От 2018 г. работи и като вокален педагог в Детската академия на Пловдивската опера.

## Отличия
Двукратна носителка е на Наградата за диригентско майсторство „Проф. Венета Вичева“ на 23-те и 27-те Международни детско-юношески хорови празници „Добри Войников“ Шумен, наградата за най-добър диригент на 7-ия Международен хоров фестивал „Черноморски звуци“ в Балчик, „Златна лира“ на Съюза на българските музикални и танцови дейци., специална награда за диригентско майсторство на IV международен конкурс Vox lucentis 2025 в Лука, Италия.

## Творческа дейност
Под ръководството на Яна Делирадева през 2013 г. Хор „Детска китка“ печели Сребърен медал и Специалната награда за изпълнение на пиеса, композирана след 1990 г., от Международния младежки хоров фестивал в Целе, Словения, I награда в категория „Детски и младежки хорове“, както и наградата на СБК за най-добро изпълнение на песен от български композитор от VII Международен хоров фестивал „Черноморски звуци“ в Балчик (2017), Златен медал от IX Световен хоров фестивал на мира във Виена, Австрия (2018), две златни отличия в IV международен конкурс Vox lucentis 2025 в Лука, Италия (2025). Реализира успешно турне в Япония, което е и първото извъневропейско турне в историята на хора.
Работата ѝ с хор „Детска китка“ е насочена към създаване на нова публика чрез проучване на нов репертоар и сътрудничество с артисти от различни области, като същевременно се придържа към традицията на техническо и артистично съвършенство, създадена от предишните диригенти на хора. Яна е водила хорови работилници в САЩ, Швеция, Сърбия и България. Тя е носител на престижни награди за своята работа и е призната за подкрепата си за млади диригенти и за въвеждането на иновативни методи в диригентското изкуство в България. Понастоящем работи върху дисертационния си труд, озаглавен „Прилагане на телесни методи в репетиционния процес с детски хорове“.